# Tercera Federación - Grupo VIII 2022-23
La temporada 2022-23 del Grupo VIII de la Tercera Federación de fútbol comenzó el 11 de septiembre de 2022 y finalizó el 23 de abril de 2023. Posteriormente se disputa la promoción de ascenso entre el 30 de abril y el 21 de mayo en su fase territorial, y para finalizar en su fase nacional entre el 28 de mayo y el 4 de junio. Se trata de la segunda edición tras la restructuración de las categorías no profesionales por parte de la RFEF a causa de la pandemia global causada por el Coronavirus; y es la quinta categoría a nivel nacional.

## Sistema de competición
Participan dieciséis clubes en un único grupo. Se enfrentan todos contra todos en dos ocasiones -una en campo propio y otra en campo contrario- durante un total de 30 jornadas. El orden de los encuentros se decide por sorteo antes de empezar la competición. La Federación de Fútbol de Castilla y León es la responsable de designar las fechas de los partidos y los árbitros de cada encuentro, reservando al equipo local la potestad de fijar el horario exacto de cada encuentro.
Una vez finalizada la competición, el primer clasificado asciende directamente a Segunda División RFEF y se proclama campeón de Tercera RFEF.
Los clasificados entre el segundo y el quinto lugar disputan un Play Off territorial en formato de eliminatorias a doble partido de ida y vuelta. En caso de empate el vencedor de la eliminatoria es el equipo mejor clasificado. El equipo vencedor de este Play Off se clasifica a la Promoción de ascenso a Segunda División RFEF que tiene carácter de final interterritorial.
Los tres últimos clasificados descendían directamente a Primera División Regional; pero en el mes de mayo y una vez finalizada la temporada se anunció el acuerdo de la ampliación de la categoría, pasando de dieciséis a dieciocho equipos en cada uno de los grupos de Tercera Federación. En el mes de junio la RFEF lo confirmó en una circular, anunciando que las dos plazas vacantes deben ser propuestas por las federaciones territoriales y aprobadas por la RFEF, amparándose en los artículos 119 y 217 del Reglamento General en los que se da prioridad a los equipos que hayan ocupado puestos de descenso en esta categoría.

## Ascensos y descensos
| Pos. | Ascendidos a 2.ª Federación |
| ---- | --------------------------- |
| 1º   | C. D. Guijuelo              |

| Pos. | Descendidos de 2.ª División RFEF |
| ---- | -------------------------------- |
| 15.º | Salamanca C. F. UDS              |

| Pos.  | Ascendidos de Primera División Regional |
| ----- | --------------------------------------- |
| 1º G1 | C. D. Becerril                          |
| 1º G2 | S. D. Ponferradina "B"                  |
| 2º G1 | Unami C. P.                             |

| Pos. | Descendidos a Primera División Regional |
| ---- | --------------------------------------- |
| 14.º | C. D. Ribert                            |
| 15.º | Salamanca C. F. UDS "B"                 |
| 16.º | Ciudad Rodrigo C. F.                    |
| 17.º | C. D. Colegios Diocesanos UCAV          |

## Equipos

### Listado de equipos
| Equipo                      | Localidad             | Fundación | Estadio                                 | Capacidad |
| --------------------------- | --------------------- | --------- | --------------------------------------- | --------- |
| S. D. Almazán               | Almazán               | 1967      | La Arboleda                             | 2.000     |
| Arandina C. F.              | Aranda de Duero       | 1987      | El Montecillo                           | 4.000     |
| Atlético Astorga F. C.      | Astorga               | 1944      | La Eragudina                            | 2.000     |
| Real Ávila C. F.            | Ávila                 | 1923      | Municipal Adolfo Suárez                 | 6.000     |
| C. D. Becerril              | Becerril de Campos    | 1975      | Mariano Haro                            | 2.000     |
| Atlético Bembibre           | Bembibre              | 1922      | La Devesa                               | 2.750     |
| Júpiter Leonés              | Puente Castro         | 1929      | Área Deportiva de Puente Castro         | 4.600     |
| C. D. La Virgen del Camino  | La Virgen del Camino  | 1998      | Los Dominicos                           | 1.500     |
| C. D. Mirandés "B"          | Miranda de Ebro       | 2005      | Anduva                                  | 6.000     |
| C. D. Numancia de Soria "B" | Soria                 | 1979      | Ciudad deportiva Francisco Rubio Garcés | 1.000     |
| Palencia C. F.              | Palencia              | 2013      | Campo municipal El Otero                | 600       |
| S. D. Ponferradina "B"      | Ponferrada            | 1963      | Campo de fútbol Vicente del Bosque      | 2.000     |
| Salamanca C. F. UDS         | Salamanca             | 2013      | Helmántico                              | 17.341    |
| U. D. Santa Marta de Tormes | Santa Marta de Tormes | 1982      | Alfonso San Casto                       | 1.000     |
| S. D. Atlético Tordesillas  | Tordesillas           | 1969      | Las Salinas                             | 3.500     |
| Unami C. P.                 | Segovia               | 1983      | Estadio municipal de La Albuera         | 6.000     |

### Equipos por Provincia
| N.º | Provincia  | Equipos                                                                                                 |
| --- | ---------- | --- |
| 1   | Ávila      | Real Ávila C.F.                                                                                         |
| 2   | Burgos     | Arandina C.F. y Mirandés "B"                                                                            |
| 5   | León       | Atlético Astorga, Atlético Bembibre, Júpiter Leonés, C.D. La Virgen del Camino y S. D. Ponferradina "B" |
| 2   | Palencia   | C. D. Becerril y Palencia C. F.                                                                         |
| 2   | Salamanca  | Salamanca C.F. UDS y U.D. Santa Marta                                                                   |
| 1   | Segovia    | Unami C. P.                                                                                             |
| 2   | Soria      | S.D. Almazán y C.D. Numancia "B"                                                                        |
| 1   | Valladolid | Atlético Tordesillas                                                                                    |

| Almazán Arandina At. Astorga Becerril At. Bembibre At. Tordesillas Mirandés "B" Júpiter Leonés Virgen del Camino Numancia "B" Real Ávila Palencia C.F. Ponferradina "B" Salamanca C.F. UDS Santa Marta Unami |

## Clasificación
| Pos. | Equipo                          | Pts. | PJ | G  | E  | P  | GF | GC | Dif. |                                                                   |
| ---- | ------------------------------- | ---- | -- | -- | -- | -- | -- | -- | ---- | ----------------------------------------------------------------- |
| 1    | Arandina C. F. (A, C)           | 68   | 30 | 19 | 11 | 0  | 55 | 18 | +37  | Ascenso a Segunda Federación y Copa del Rey                       |
| 2    | Atlético Astorga F. C.          | 61   | 30 | 18 | 7  | 5  | 54 | 27 | +27  | Acceso a Promoción de Ascenso a Segunda Federación y Copa del Rey |
| 3    | Salamanca C. F. UDS             | 53   | 30 | 16 | 5  | 9  | 38 | 26 | +12  | Play Off de Ascenso a Segunda Federación                          |
| 4    | Real Ávila C. F.                | 50   | 30 | 13 | 11 | 6  | 40 | 26 | +14  | Play Off de Ascenso a Segunda Federación                          |
| 5    | S. D. Atlético Tordesillas      | 50   | 30 | 14 | 8  | 8  | 30 | 24 | +6   | Play Off de Ascenso a Segunda Federación                          |
| 6    | S. D. Almazán                   | 47   | 30 | 13 | 8  | 9  | 36 | 32 | +4   |                                                                   |
| 7    | C. D. La Virgen del Camino      | 45   | 30 | 13 | 6  | 11 | 36 | 33 | +3   |                                                                   |
| 8    | S. D. Ponferradina "B"          | 39   | 30 | 10 | 9  | 11 | 37 | 32 | +5   |                                                                   |
| 9    | C. D. Mirandés "B"              | 38   | 30 | 10 | 8  | 12 | 41 | 38 | +3   |                                                                   |
| 10   | Atlético Bembibre               | 35   | 30 | 9  | 8  | 13 | 35 | 40 | −5   |                                                                   |
| 11   | C. D. Becerril                  | 35   | 30 | 10 | 5  | 15 | 34 | 46 | −12  |                                                                   |
| 12   | Palencia C. F.                  | 34   | 30 | 10 | 4  | 16 | 40 | 42 | −2   |                                                                   |
| 13   | Júpiter Leonés                  | 33   | 30 | 8  | 9  | 13 | 22 | 33 | −11  |                                                                   |
| 14   | U. D. Santa Marta de Tormes     | 28   | 30 | 7  | 7  | 16 | 31 | 59 | −28  |                                                                   |
| 15   | Unami C. P. (D)                 | 24   | 30 | 6  | 6  | 18 | 20 | 52 | −32  | Descenso a Primera División Regional                              |
| 16   | C. D. Numancia de Soria "B" (D) | 20   | 30 | 4  | 8  | 18 | 28 | 51 | −23  | Descenso a Primera División Regional                              |

Actualizado a los partidos jugados el 23 de abril de 2023.
 Fuente: Resultados Fútbol

## Resultados
| Local \ Visitante           | ALM | ARA | AST | AVI | BEC | BEM | CDL | LVC | MIR | NUM | PAL | PON | SAL | SMT | TOR | UNA |
| --------------------------- | --- | --- | --- | --- | --- | --- | --- | --- | --- | --- | --- | --- | --- | --- | --- | --- |
| S. D. Almazán               | —   | 1–1 | 1–4 | 1–0 | 3–2 | 3–1 | 0–0 | 3–0 | 2–0 | 1–0 | 1–0 | 1–1 | 2–1 | 2–0 | 2–1 | 3–0 |
| Arandina C. F.              | 2–1 | —   | 2–1 | 1–1 | 3–1 | 2–0 | 1–1 | 1–0 | 0–0 | 0–0 | 1–1 | 0–0 | 2–1 | 4–0 | 3–0 | 3–0 |
| Atlético Astorga F. C.      | 3–1 | 0–2 | —   | 0–0 | 2–1 | 1–1 | 0–1 | 3–2 | 0–1 | 4–0 | 1–0 | 3–1 | 1–0 | 4–0 | 1–0 | 1–0 |
| Real Ávila C. F.            | 0–1 | 1–1 | 3–3 | —   | 1–1 | 1–1 | 2–0 | 1–3 | 3–1 | 3–2 | 1–0 | 4–3 | 0–1 | 1–1 | 2–0 | 1–0 |
| C. D. Becerril              | 2–1 | 0–3 | 1–2 | 0–3 | —   | 0–1 | 0–0 | 2–1 | 2–0 | 3–2 | 3–2 | 1–0 | 1–2 | 1–1 | 0–1 | 1–0 |
| Atlético Bembibre           | 0–2 | 1–2 | 0–2 | 0–0 | 7–3 | —   | 2–0 | 2–0 | 1–1 | 1–1 | 0–1 | 2–0 | 1–2 | 2–1 | 1–1 | 2–2 |
| Júpiter Leonés              | 0–0 | 0–1 | 1–5 | 0–1 | 0–2 | 1–3 | —   | 1–1 | 0–0 | 3–1 | 2–1 | 1–1 | 1–0 | 0–0 | 0–1 | 2–0 |
| C. D. La Virgen del Camino  | 2–0 | 1–2 | 1–1 | 0–1 | 0–0 | 1–0 | 1–0 | —   | 3–1 | 1–0 | 2–0 | 3–0 | 2–0 | 3–0 | 1–1 | 3–0 |
| C. D. Mirandés "B"          | 1–1 | 2–3 | 2–0 | 0–0 | 1–3 | 1–0 | 2–1 | 3–1 | —   | 2–0 | 1–2 | 3–1 | 3–0 | 7–1 | 1–1 | 3–1 |
| C. D. Numancia de Soria "B" | 2–0 | 0–3 | 1–2 | 0–3 | 1–0 | 0–1 | 2–0 | 0–1 | 1–1 | —   | 2–3 | 0–3 | 1–2 | 3–3 | 2–2 | 2–2 |
| Palencia C. F.              | 2–2 | 1–2 | 1–1 | 0–1 | 2–0 | 3–1 | 0–2 | 6–0 | 3–2 | 3–2 | —   | 3–3 | 0–3 | 3–0 | 1–2 | 3–0 |
| S. D. Ponferradina "B"      | 3–0 | 2–2 | 1–2 | 0–0 | 0–1 | 4–0 | 0–0 | 0–0 | 1–0 | 2–2 | 2–0 | —   | 0–2 | 2–0 | 0–1 | 1–0 |
| Salamanca C. F. UDS         | 2–0 | 1–1 | 1–1 | 0–2 | 2–1 | 2–1 | 3–0 | 3–0 | 1–1 | 0–0 | 1–0 | 0–1 | —   | 2–1 | 1–0 | 3–0 |
| U. D. Santa Marta de Tormes | 1–1 | 1–4 | 2–3 | 2–1 | 1–1 | 1–2 | 1–2 | 0–2 | 1–0 | 0–1 | 2–1 | 0–4 | 1–1 | —   | 2–1 | 3–0 |
| S. D. Atlético Tordesillas  | 1–0 | 0–0 | 0–0 | 2–1 | 2–0 | 1–0 | 2–1 | 1–1 | 2–1 | 1–0 | 1–0 | 1–0 | 0–1 | 0–1 | —   | 3–0 |
| Unami C. P.                 | 0–0 | 0–3 | 0–3 | 2–2 | 2–1 | 1–1 | 0–2 | 1–0 | 3–0 | 1–0 | 1–0 | 0–1 | 2–0 | 1–4 | 1–1 | —   |

## Play Off de Ascenso a Segunda Federación
|  | Semifinales                     | Semifinales                     | Semifinales                     |   |                        | Final                   | Final                   | Final                   |  |
|  | 30 de abril y 7 de mayo de 2023 | 30 de abril y 7 de mayo de 2023 | 30 de abril y 7 de mayo de 2023 |   |                        | 14 y 20 de mayo de 2023 | 14 y 20 de mayo de 2023 | 14 y 20 de mayo de 2023 |  |
|  |                                 |                                 |                                 |   |                        |                         |                         |                         |  |
|  |                                 |                                 |                                 |   |                        |                         |                         |                         |  |
|  | Atlético Astorga F. C.          | 0                               | 3                               |   |                        |                         |                         |                         |  |
|  | Atlético Astorga F. C.          | 0                               | 3                               |   |                        |                         |                         |                         |  |
|  | S. D. Atlético Tordesillas      | 1                               | 1                               |   |                        |                         |                         |                         |  |
|  | S. D. Atlético Tordesillas      | 1                               | 1                               |   | Atlético Astorga F. C. | 1                       | 0                       |                         |  |
|  |                                 |                                 |                                 |   | Atlético Astorga F. C. | 1                       | 0                       |                         |  |
|  |                                 |                                 | Salamanca C. F. UDS             | 3 | 1                      |                         |                         |                         |  |
|  | Salamanca C. F. UDS             | 0                               | Salamanca C. F. UDS             | 3 | 1                      | 2                       |                         |                         |  |
|  | Salamanca C. F. UDS             | 0                               |                                 |   |                        | 2                       |                         |                         |  |
|  | Real Ávila C. F.                | 2                               | 0                               |   |                        |                         |                         |                         |  |
|  | Real Ávila C. F.                | 2                               | 0                               |   |                        |                         |                         |                         |  |
|  |                                 |                                 |                                 |   |                        |                         |                         |                         |  |

## Clasificado a la Copa del Rey
| Bandera de Castilla y León |
| Arandina C. F.             |
| 1.º Puesto                 |

Nota: Hay posibilidad de que el subcampeón se clasifique a la Copa del Rey si no es un equipo filial.